# Mandalaband I
Mandalaband (I) is het eerste studioalbum van de gelijknamige muziekgroep. De toevoeging I kreeg het pas in 2009 toen deel III verscheen. Het album Mandalaband is opgenomen in de Wessex Studio te Londen gedurende juli 1975, met Tim Friese-Green achter de knoppen. Onbetwist leider van de ban is David Rohl, die echter geen plaats in de band lijkt te hebben. Het verzorgde zogenaamde de achtergrondzang en speelde toetsinstrumenten, maar voor dat laatste was ook al Vic Emerson aanwezig. Na het verschijnen van deel II The eye of Wendor verdween de Mandalaband naar de achtergrond en bereikte dit album met zijn opvolger een soort cultstatus. Voor de compact disc-versie zijn er inmiddels een aantal persingen. In 2010 volgde een geremasterde versie met enige bonustracks, wederom samen met deel II. Opener is de suite Om mani padme hum (deel 1-4) met teksten uit het Tibetaanse volkslied. De muziek is een mengeling van die van Yes en Barclay James Harvest.
Succes had de band niet, want na het eerste album viel de band uiteen met aan de ene kant componist David Rohl (die de naam hield) en aan de andere kant de andere leden exclusief Durant. Mulford, Stimpson, Emerson en Cresswell vormden met Paul Young Sad Café waarbij Ian Wilson zich aansloot.

## Musici
- Dave Durant – zang
- Ashley Mulford – gitaar
- John Stimpson – basgitaar, achtergrondzang
- David Rohl, Vic Emerson – toetsinstrumenten
- Tony Cresswell – drums
- London Chorale - koor

## Muziek
Allen door Rohl, behalve deel 2 Om Mani, Determination en Lookin in door Stimpson

| Nr. | Titel                        | Duur                |
| --- | ---------------------------- | ------------------- |
| 1.  | Om mani padme hum (deel 1-4) | 7:46 4:34 3:29 4:56 |

| Nr. | Titel             | Duur |
| --- | ----------------- | ---- |
| 1.  | Determination     | 5:49 |
| 2.  | Song for a king   | 5:19 |
| 3.  | Roof of the world | 4:30 |
| 4.  | Lookin in         | 4:42 |

Om mani padme hum delen 1 en 3 verscheen als single.